# Мазохистическое расстройство личности
Мазохисти́ческое расстро́йство ли́чности (или самоповрежда́ющее расстро́йство ли́чности, или самоподавля́ющее расстро́йство ли́чности) — расстройство личности, характеризующееся мазохизмом.
В 1987 году в Диагностическом и статистическом руководстве по психическим расстройствам 3-го издания (DSM-III-R) отнесено к «предлагаемым диагностическим категориям»: код 301.90 «расстройство личности БДУ (самоповреждающее расстройство личности)» (англ. Personality Disorder NOS (Self-defeating Personality Disorder)). Из-за значительного совпадения самоповреждающего расстройства личности с другими расстройствами личности (пограничным, избегающим и зависимым) оно не считалось клинически ценным типом классификации. С момента публикации DSM-IV в 1994 году самоповреждающее расстройство личности было исключено из руководства, хотя остается неофициально признанным диагнозом среди многих практикующих психиатров.
В  Международной классификации болезней 10-го пересмотра (МКБ-10) «самоподавляющее расстройство личности» (англ. Self-defeating personality disorder) включается в «зависимое расстройство личности» (англ. Dependent personality disorder, F60.7).

## Основное описание
Основной жизненной стратегией лиц с мазохистическим расстройством личности является вовлечение в неблагоприятные жизненные ситуации, которые заранее предполагают страдания, унижения и травматизацию. Лица с этим расстройством негативно реагируют на всё положительное, происходящее в их жизни, а свои достижения воспринимают как случайные и незаслуженные, при этом чувствуют от них не удовлетворение и радость, а чувство вины и стыда.
Они избегают мест и ситуаций, которые связаны с получением удовольствия. Они не стараются устанавливать и развивать контакты с хорошо относящимися к ним людьми.
Нэнси Мак-Вильямс отмечала, что лица с мазохистическим расстройством личности во многом напоминают депрессивных лиц.

## Диагностика

### DSM-III-R
В DSM-III-R предложены следующие критерии (должно быть соответствие как минимум 5 критериям из перечисленных ниже):

1. Выбирает людей или ситуации, которые приводят к разочарованию, неудаче или плохому обращению, хотя лучшие варианты явно были доступны.
2. Отвергает или делает неэффективными попытки других помочь ему/ей.
3. Собственные успехи и другие положительные события в жизни вызывают у него/неё подавленность и чувство вины, характерно реагирование на них неосознанным стремлением причинить себе боль (например, с ним/ней происходит несчастный случай).
4. Провоцирует злобу или отвержение со стороны других, а затем чувствует себя оскорблённым, побеждённым или униженным (например, публично высмеивает супруга, а когда тот выходит из себя, чувствует себя обиженным).
5. Отвергает собственное удовольствие, игнорируя возможности его получения или не желая признать, что получил удовольствие, хотя имеет возможность наслаждаться жизнью.
6. Не может выполнять трудные задания ради себя, хотя делает что-то не менее трудное ради других. Например, помогает сокурсникам писать работы, но не может написать свою собственную.
7. Не интересуется или отвергает людей, которые последовательно относятся к нему или к ней хорошо, например, игнорирует инициативу потенциальных сексуальных партнёров.
8. Постоянно стремится принести себя в жертву.

Оригинальный текст (англ.)
1. chooses people and situations that lead to disappointment, failure, or mistreatment even when better options are clearly available
2. rejects or renders ineffective the attempts of others to help him or her
3. following positive personal events (e.g., new achievement), responds with depression, guilt, or a behavior that produces pain (e.g., an accident)
4. incites angry or rejecting responses from others and then feels hurt, defeated, or humiliated (e.g., makes fun of spouse in public, provoking an angry retort, then feels devastated)
5. rejects opportunities for pleasure, or is reluctant to acknowledge enjoying himself or herself (despite having adequate social skills and the capacity for pleasure)
6. fails to accomplish tasks crucial to his or her personal objectives despite demonstrated ability to do so, e.g., helps fellow students write papers, but is unable to write his or her own
7. is uninterested in or rejects people who consistently treat him or her well, e.g., is unattracted to caring sexual partners
8. engages in excessive self-sacrifice that is unsolicited by the intended recipients of the sacrifice

Для кодирования этого расстройства по DSM-III-R использовался код 301.90 «расстройство личности БДУ (самоповреждающее расстройство личности)» (англ. Personality Disorder NOS (Self-defeating Personality Disorder)).

### МКБ-10
В МКБ-10 самоподавляющее расстройство личности включается в зависимое расстройство личности. Также предложены критерии диагностирования зависимого расстройства личности, но нет специфических диагностических критереев для самоподавляющего расстройства личности. Необходимое, но недостаточное условие для постановки диагноза «самоподавляющее расстройство личности» — соответствие диагностическим критериям зависимого расстройства личности.

### Подтипы Миллона
Теодор Миллон предложил четыре подтипа мазохиста. Любой отдельный мазохист может соответствовать ни одному, одному или более из следующих подтипов:
| Подтип                     | Описание                           | Личные черты |
| -------------------------- | ---------------------------------- | --- |
| Добродетельный мазохист    | Включая гистрионические черты      | Характеризуется гордым бескорыстным поведением, благородным восприятием значительного бремени, потребностью в признании своей лояльности и ожиданием благодарности за самопожертвование. |
| Мазохист-собственник       | Включая пассивно-агрессивные черты | Характеризуется тем, что «заманивает» людей в ловушку ревнивых, чрезмерно опекающих отношений или контролирует и доминирует над другими, ведя себя с неизменным самопожертвованием.      |
| Саморазрушающийся мазохист | Включая тревожные черты            | Характеризуется переживанием «победы через поражение», удовлетворением при неудачах, отсутствием внимания к интересам и выбором быть «жертвой, разоренным, опозоренным».                 |
| Угнетённый мазохист        | Включая депрессивные черты         | Испытывает настоящие страдания и отчаяние, которые используются для создания чувства вины у окружающих, или выражает трудности, обременяя себя обязанностями других.                     |